# Курт Гельмудт
Курт Гельмудт (дан. Kurt Helmudt, 7 грудня 1943 — 7 вересня 2018) — данський академічний веслувальник.
Олімпійський чемпіон 1964 року в складі розпашної четвірки без стернового.
Бронзовий призер Чемпіонату світу 1970 року в складі розпашної четвірки без стернового.
Срібний призер Чемпіонату Європи 1964 року в складі розпашної четвірки без стернового.